# Rclone
Rclone是一个开源、多线程、命令行界面的计算机程序，可用于管理。其功能包括檔案同步、文件傳輸、加密、和挂载。rclone支持包括Amazon S3和Google雲端硬碟在內等共五十多種云存储服務。